# Tannåkers församling
Tannåkers församling var en församling i Berga pastorat i Allbo-Sunnerbo kontrakt i Växjö stift och i Ljungby kommun i Kronobergs län. 1 januari 2025 uppgick församlingen i Bolmsö-Tannåkers församling.
Församlingens kyrka är Tannåkers kyrka.

## Administrativ historik
Församlingen hade medeltida ursprung. 
Församlingen utgjorde under medeltiden ett eget pastorat för att sedan fram till 1962 vara annexförsamling i Bolmsö, Dannäs och Tannåker. År 1962 blev församlingen annexförsamling i pastoratet Forsheda, Torskinge, Kärda, Hånger, Dannäs och Tannåker. År 1971 överfördes församlingen till Kronobergs län från Jönköpings län. År 1974 blev församlingen annexförsamling i pastoratet Berga, Vittaryd, Dörarp, Bolmsö och Tannåker.
1 januari 2025 uppgick församlingen i Bolmsö-Tannåkers församling.